# Tingoora
Tingoora är en ort i Australien. Den ligger i kommunen South Burnett och delstaten Queensland, omkring 170 kilometer nordväst om delstatshuvudstaden Brisbane. Antalet invånare är 173.
Närmaste större samhälle är Kingaroy, omkring 19 kilometer söder om Tingoora.
I omgivningarna runt Tingoora växer huvudsakligen savannskog. Runt Tingoora är det mycket glesbefolkat, med 5 invånare per kvadratkilometer. Genomsnittlig årsnederbörd är 951 millimeter. Den regnigaste månaden är mars, med i genomsnitt 168 mm nederbörd, och den torraste är augusti, med 27 mm nederbörd.